# Old Hutton and Holmescales
Old Hutton and Holmescales – civil parish w Anglii, w Kumbrii, w dystrykcie (unitary authority) Westmorland and Furness. W 2001 miejscowość liczyła 357 mieszkańców.